# Friedrich Dettmer
Friedrich Dettmer (* 25. September 1835 in Kassel; † 24. Oktober 1880 in Dresden) war ein deutscher Theaterschauspieler und Opernsänger (Bariton).

## Leben
Dettmer ging, anfänglich zum Klaviervirtuosen bestimmt, heimlich zur Bühne, die er in Basel 1852 zuerst betrat, und erhielt 1853 ein Engagement in Danzig.

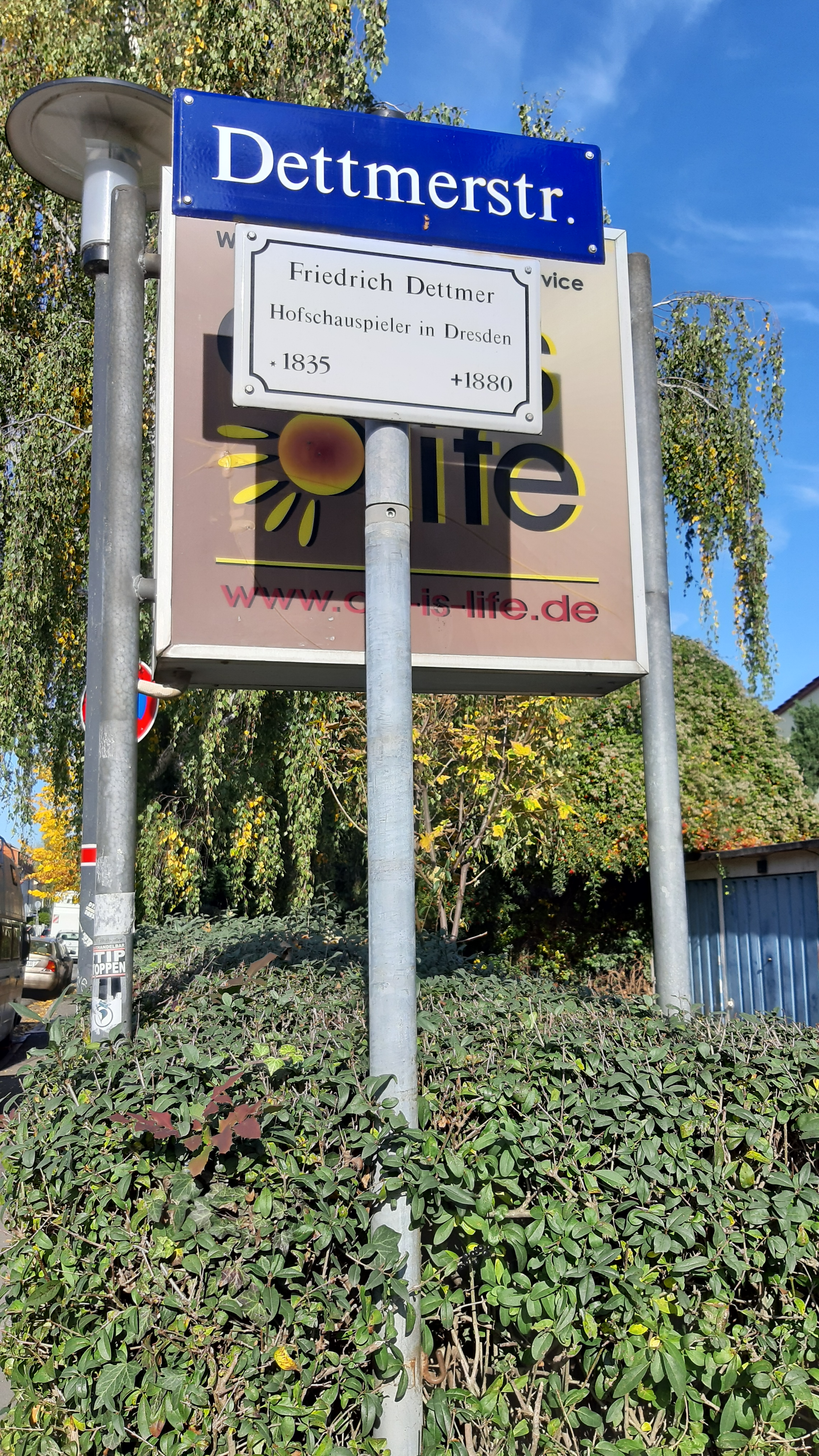
Schild an der Dettmerstraße in Dresden

Nach kürzerem Aufenthalt in Weimar (1855) und Hamburg (1855–56) wurde er 1856 Mitglied der Hofbühne zu Dresden und nahm dann ein abermaliges Engagement in Hamburg (1859–1860), um 1860 an das Dresdner Hoftheater zurückzukehren, wo er nun bis an seinen Tod eine sehr erfolgreiche Tätigkeit entfaltete. Er starb am 24. Oktober 1880 beim Einstudieren einer Rolle für das am 22. Oktober zur Aufführung angesetzte Stück Verschämte Arbeit. Drei Tage vor seinem Tod erschien er als „Rodeck“ in Wohltätige Frauen zum letzten Mal vor seinem Publikum.
Dettmer erinnerte an Emil Devrient, dessen ganzes Rollenfach er sich angeeignet hatte, ohne ihn zu kopieren. Er besaß eine klangvolle, modulationsfähige Stimme, eine edle und charakteristische Haltung und ein natürliches, fein abgerundetes Spiel. Hauptrollen von ihm waren „Hamlet“, „Egmont“, „Uriel“, „ Wilhelm Tell“, „Posa“, „Bolz“, „Fiesco“, „Richard II.“ etc. 
In seiner Anfangszeit wirkte Dettmer auch in der Oper mit, wozu ihn eine sympathische Baritonstimme befähigte; er sang den „Barbier von Sevilla“, „Papageno“, „Scherasmin“, „Sinieon“, „Don Juan“ u. a. 
Sein Vater war der Opernsänger Wilhelm Georg Dettmer, sein Sohn der Schauspieler Wilhelm Dettmer.
Die Dettmerstraße in Dresden-Mickten ist nach Friedrich Dettmer benannt.